# Mostarska petlja
Mostarska petlja ili kolokvijalno samo "Mostar" je najveća saobraćajna petlja u Beogradu. U nju se uliva saobraćaj iz ukupno šest smerova od kojih su i dva najopterećenija pravca u Beogradu - mosta Gazela sa zapada i sa juga iz pravca sajma tj. bulevara Vojvode Mišića. Petlja se nalazi na evropskim putevima E-75 i E-70.
Mostarska petlja je započeta 1967. a završena 1974. na mestu naselja Jatagan mala. Prvobitno je zamišljena da služi kao deo gradskog auto-puta Bežanija - Autokomanda, no kako obilaznica oko Beograda nije završena gradski auto-put je postao deo i evropskih auto-puteva.

## Tehničke karakteristike
- Zauzima površinu od dva hektara
- najviša tačka je 22m
- preko nje prelazi tramvajski saobraćaj
- ukrštanje puteva u tri nivoa
- ima 6 podzemnih prolaza za pešake i četiri pasarele
- na petlji se nalazi četiri autobuske i dve tramvajske stanice
- u petlji postoji semafor (petlje se inače prave da bi se izbegli semafori)

## Spoljašnje veze
- Градски ауто-пут | Београд | 1961-70
- Zašto se petlja zove Mostarska: Nekada je tu proticala reka (Nportal, 5. mart 2022)